# مدفأة

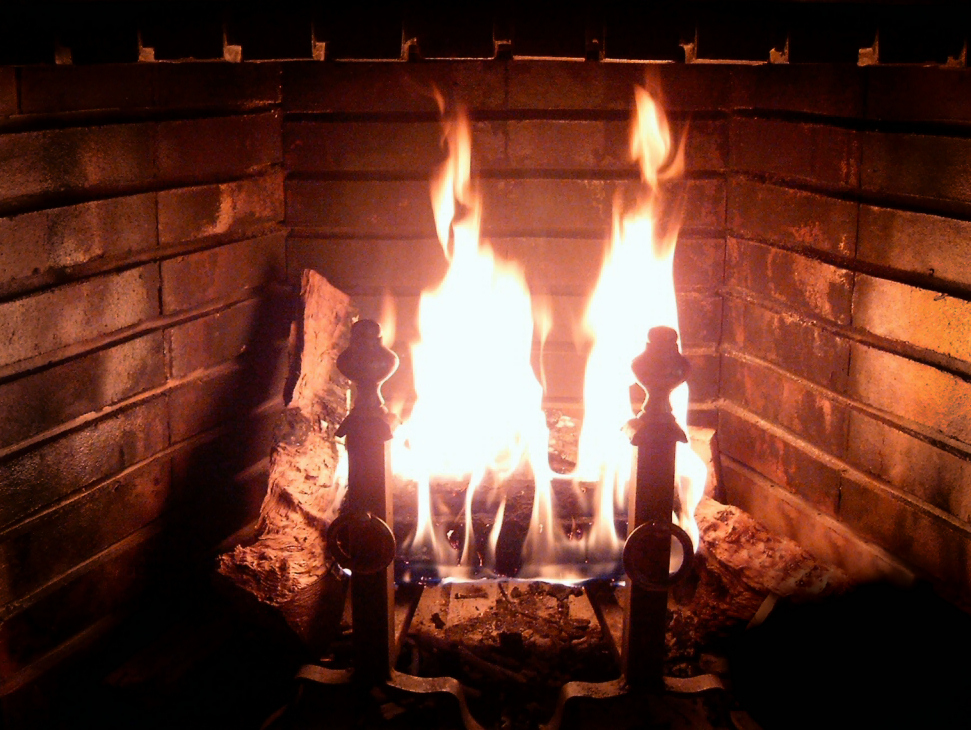
مدفأة حطب.

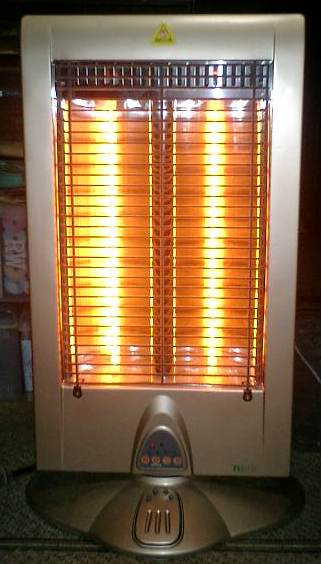
مدفئة هالوجين.

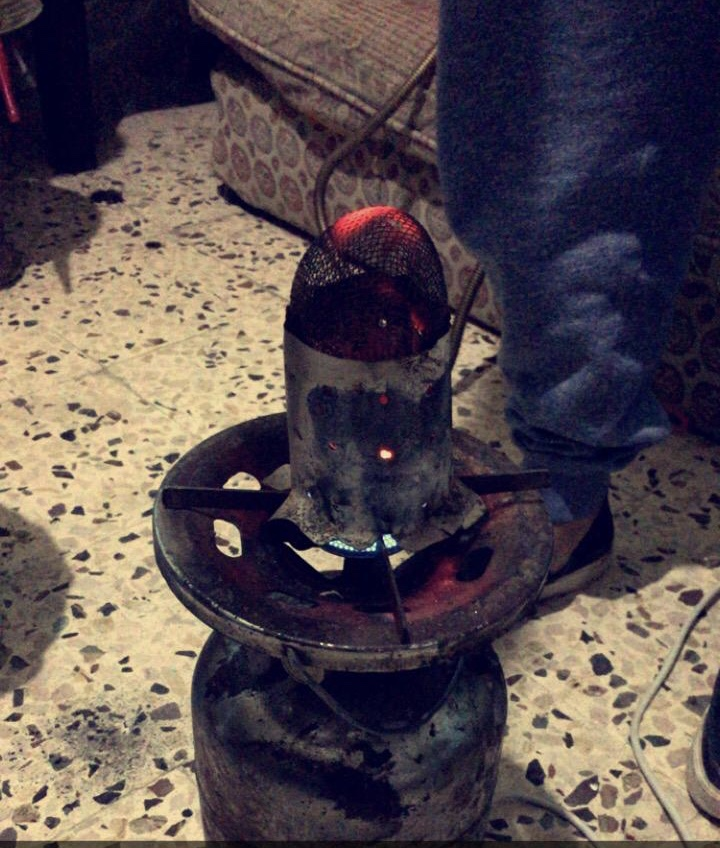
مدفأة أحمد.

المِدْفَأَة هي أي جهاز يستخدم في التدفئة في الأجواء الباردة.
قديماً كانت المدفأة البدائية عبارة عن مجموعة من الحطب وأغصان الأشجار يشعل فيها الإنسان النار، وقد استخدم الإنسان البدائي الذي عاش في الكهوف والغابات هذا النوع من المدافئ.
ثم تطورت بعدما تمكن الإنسان من بناء المنازل لتصبح عبارة عن فجوة في الحائط مصنوعه من الطوب الحراري، يضع فيها الإنسان الفحم والحطب وأغصان الأشجار ويقوم بإشعالها.
و بعد اكتشاف الكهرباء تم اختراع المدفأة الكهربائية المعروفة في عالمنا اليوم.
كما تعد المدفأة أحد خواص بعض أنواع مكيفات الهواء، ولا يقتصر وجود المدفأة اليوم على المنازل فقط، حيث أنها توجد في بعض السيارات كأحد خواص مكيفات هوائها. ويوجد هناك أنواع أخرى مثل المدافئ التي تعمل على الوقود مثل الكيروسين والديزل، ولكنها أكثر خطراً على البيئة. وبعد التطور أصبحنا نستخدم المكيف وهو آلة ملتصقة بالحائط نستطيع من خلالها أن نحصل على جو بارد في الصيف وجو حار في الشتاء.